# Onslowiaceae
Famille
Les Onslowiaceae sont une famille d’algues brunes de l’ordre des Onslowiales. 

## Étymologie
Le nom vient du genre type Onslowia dérivé de Onslow Bay (en) (Caroline du Nord, États-Unis), lieu où a été décrit le genre pour la première fois en 1980 ; l'espèce Onslowia endophytica, Searles est une algue endophyte d'une algue du genre Halymenia (en), l'Halymenia floridana J.Agardh.

## Liste des genres
Selon AlgaeBase (22 août 2017) et World Register of Marine Species (22 août 2017) :
- Onslowia Searles, 1980
- Verosphacela E.C.Henry, 1987